# Reina Claudia de Moissac
Reina Claudia de Moissac sinonimia: Reine Claude de Moissac, es una variedad cultivar de ciruelo (Prunus domestica), de las denominadas ciruelas europeas,
una variedad de ciruela variedad muy antigua de "Reine Claude" originaria de Lot-et-Garonne suroeste de Francia.
Las frutas tienen un tamaño mediano a grande, color de piel amarillo verdoso ligeramente rosadas por el sol, punteado abundante, poco perceptible, muy menudo, blanquecino con aureola casi imperceptible, y pulpa de color amarillo ámbar, con textura medio firme, carnosa, medianamente jugosa, y de sabor dulce, aromático, refrescante, a la vez dulce y agrio.

## Sinonimia
- "Reine Claude de Moissac".[4][5]

## Historia
El área de origen de los ciruelos "Reina Claudia" sería seguramente Siria?, y se obtuvo en Francia tras el descubrimiento de un ciruelo importado de Asia que producía ciruelas de color verde. Este ciruelo fue traído a la corte de Francisco I por el embajador del reino de Francia ante la "Sublime Puerta", en nombre de Solimán el Magnífico.
El nombre de Reina Claudia es en honor de Claudia de Francia (1499–1524), duquesa de Bretaña, futura reina consorte de Francisco I de Francia (1494–1547). En Francia le decían la bonne reine.
'Reina Claudia de Moissac' es una variedad francesa antigua, se diferencia poco de la 'Reina Claudia Verde', pero es más productiva y madura una semana antes que ésta. Produce rápidamente, pero tiene mucho de la llamada caída de junio (caída prematura de los frutos). En la región de origen, Moissac (Dordogne) se utiliza para destilar licor.
'Reina Claudia de Moissac' está cultivada en diversos bancos de germoplasma de cultivos vivos tales como en National Fruit Collection (Colección Nacional de Fruta) de Reino Unido con el número de accesión: 1966 - 063 y nombre de accesión: Reine-Claude de Moissac. Recibido por "The National Fruit Trials" (Probatorio Nacional de Frutas) en 1965 procedente de la "Station de Recherches d'Arboriculture Fruitiere", Pont de la Maye (Francia).

## Características
'Reina Claudia de Moissac' árbol de vigoroso crecimiento, con ramas largas y robustas que forman una copa ancha, redonda y despeinada, que da frutos irregulares y ocasionalmente abundantes. Requiere suelo ligero y una posición soleada. Las mejores frutas vienen cuando hay un comienzo de verano húmedo y un clima cálido y seco en el período de maduración. Si el clima es al revés, gran parte de la cosecha se pierde por culpa de la monilinia (Podredumbre parda). Tiene un tiempo de floración que comienza a partir del 17 de abril con el 10% de floración, para el 21 de abril tiene una floración completa (80%), y para el 2 de mayo tiene un 90% de caída de pétalos.
'Reina Claudia de Moissac' tiene una talla de tamaño medio a grande, de forma globosa, con la sutura muy poco perceptible, línea muy fina, incolora y transparente, situada en una depresión más o menos acentuada, continuando en la parte inferior dorsal; epidermis con abundante pruina blanco grisácea, no se aprecia pubescencia, siendo el color de la piel amarillo verdoso ligeramente rosadas por el sol, punteado abundante, poco perceptible, muy menudo, blanquecino con aureola casi imperceptible, verdosa sobre el fondo y carmín o amoratado sobre las zonas más coloreadas; Pedúnculo de longitud mediano o largo, grueso con la parte superior formando maza, sin pubescencia, ubicado en una cavidad del pedúnculo de anchura bastante amplia, medianamente profunda, medianamente rebajada en la sutura y más suavemente en el lado opuesto;pulpa de color amarillo ámbar, con textura medio firme, carnosa, medianamente jugosa, y de sabor dulce, aromático, refrescante, a la vez dulce y agrio.
Hueso semi libre, con ligera adherencia solo en zona ventral, de tamaño mediano, elíptico redondeado, zona pistilar amplia y redondeada, zona ventral y surcos poco acusados, caras laterales medianamente labradas, granulosas.
Su tiempo de recogida de cosecha se inicia en su maduración en la primera decena de agosto.

## Usos
La ciruela 'Reina Claudia de Moissac' se comen crudas de fruta fresca en mesa, en macedonias de frutas, pero también en postres, repostería, como acompañamiento de carnes y platos. Se transforma en mermeladas, almíbar de frutas, compotas.
En la región de Dordogne en Moissac se utiliza en la elaboración del licor de ciruela.

## Cultivo
Autofértil, es una muy buena variedad polinizadora de todos los demás ciruelos de Reina Claudia.

## Enfermedades y plagas
Plagas específicas:
Pulgones, Cochinilla parda, aves Camachuelos, Orugas, Araña roja de árboles frutales, Polillas minadoras de hojas, Pulgón enrollador de hojas de ciruelo.
Enfermedades específicas:
Podredumbre parda de las ciruelas.